# ディンギー
ディンギー（dinghy）とは、
1. キャビンを持たない小型の船舶のこと。カタカナ語の「ボート」に相当する言葉であるが、通常日本語ではボートに含まれない後述のセーリング・ディンギーも含まれる[1]。キャビンを持つものはクルーザーと呼ばれる。

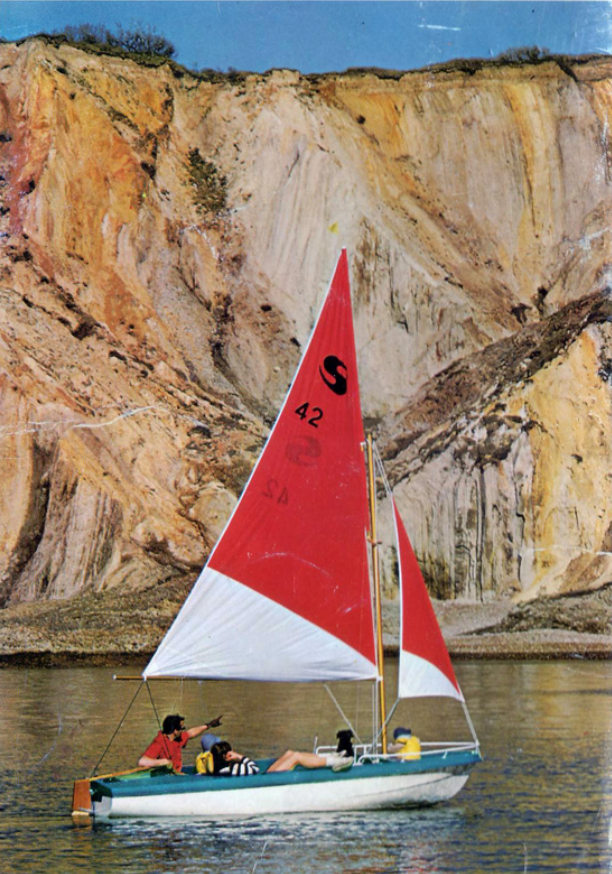
ディンギー型ヨット

2. キャビンを持たないセーリング・ディンギー（ヨット）のこと。本項で詳述する。

セーリング・ディンギー（sailing dinghy）とは風のみを動力とするヨットを指す。
日本の大学、高等学校、中学校などでのヨット競技はほとんどこのディンギーを使ったレースを指す。
470やレーザー、日本ではスナイプ、シーマーチンも有名である。
なお、ハーフキャビンのものもディンギーと呼ぶ場合がある。

## 社会人で使用される艇種
- テーザー
- レーザー（ラジアルも含む）
- ファイヤーボール
- 49er
- RS200
- RS700
- RS800
- モス
- 470級
- スナイプ
- SS
- トッパー
- シーホッパー（スモールリグも含む）

## 学生ヨット部で使用される主な艇種

### 大学
- 470級
- スナイプ級
- レーザー級

### 高等学校
- Flying Junior（FJ）級 ←高校総体では2017年度にて終了
- 420級
- レーザーラジアル級

### 中学校以下
- オプティミスト（OP）級
- シーホッパーSR
- ミニホッパー
- レーザー4.7

## オリンピックで使用される艇種
- 470級
- レーザー（女子はレーザーラジアル）
- 49er（女子は49erFX）
- フィン